# Ансамбль пісні і танцю «Кортово»
Ансамбль пісні і танцю «Кортово» — фольклорна група Вармінсько-Мазурського університету в Ольштині.

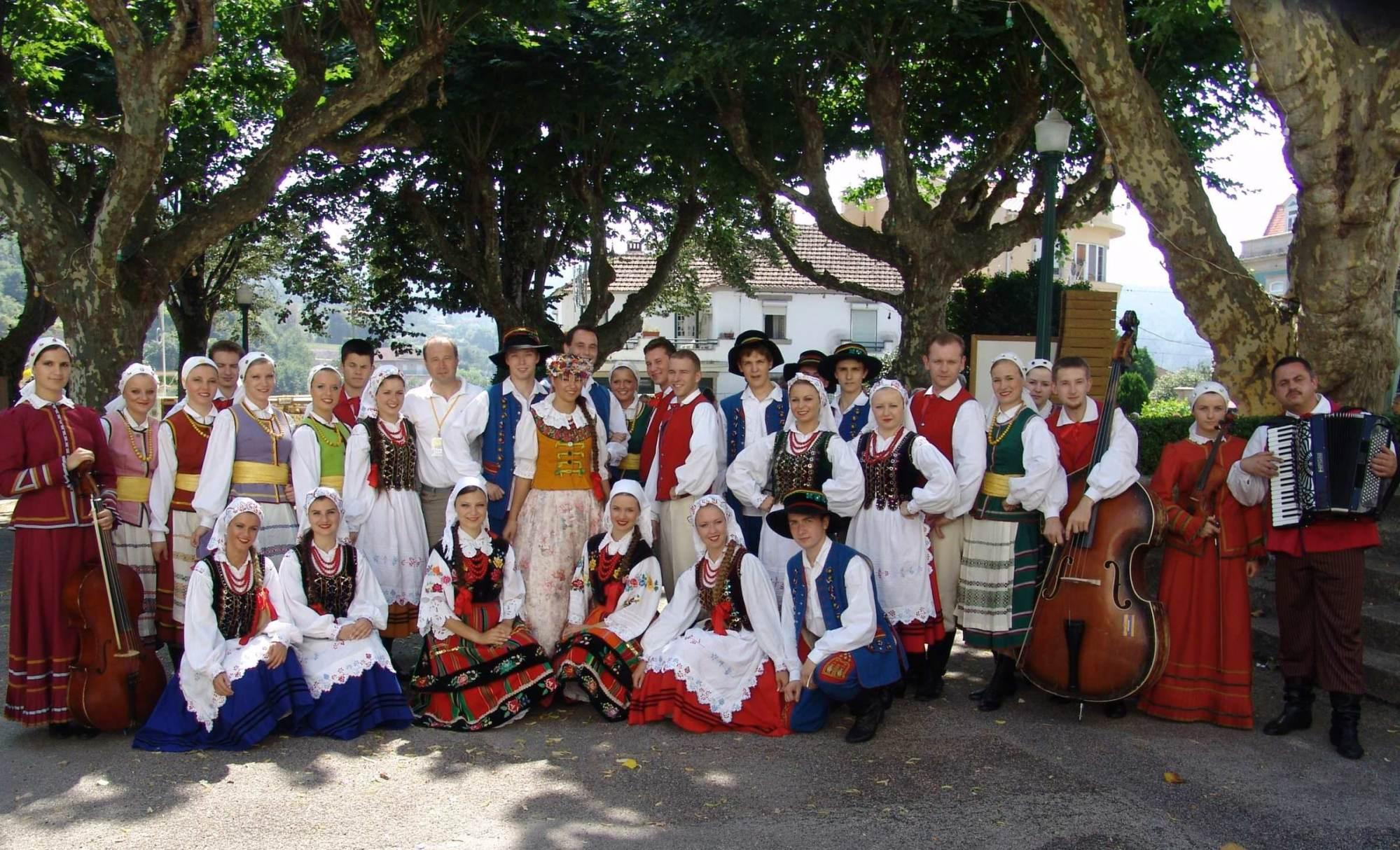
Ансамбль пісні і танцю «Кортово»

Історія виникнення колективу сягає 1950-х років, коли група студентів вирішила заснувати танцювальну групу, що культивує польський фольклор.
Багато років «Кортово» черпає натхнення з народної традиції. Через танець і музику вірно відтворює польські танці, пісні і обряди. Танцюристи презентують програму в оригінальному народному одязі, викликуючи зацікавлення і зачарування їх красою і багатством.
Багатолітній доробок «Кортова» є справою видатних авторитетів у сфері музики і танцю, які спричинювалися до створення оригінального і неповторного обличчя артистичного колективу.
Репертуар ансамблю «Кортово» багатий і різноманітний. Колектив представляє національні танці: полонези, мазурки, обереки, видовище (у фрагментах) з вармінського регіону «Запусти» а також пісні і народні танці майже всіх регіонів Польщі, а серед них сценічні картинки з регіонів: Зелених Курпії, Любліна, Куявій, Ряшева, Кракова, Підгалля, Ловича, Опочна, а також Сілезії.
З 1955 року «Кортово» представляє Польщу на багатьох концертах і загальнодержавних і закордонних фестивалях. Колектив піднімається також інших танцювальних форм. Щорічно літом бере участь, між іншими, у Мазурських Кабаретних Ночах в Мронгові, де танцює до відомих популярних естрадних фільмів.
Краса польського фольклору багато разів дивувала публіку Італії, Данії, Іспанії, Португалії, Франції, Росії, Литви, Бельгії, Голландії, Сицилії, Греції, Корсики, Монако, Мальти, Чехії, Єгипту, Швейцарії, Люксембургу, Сінгапуру, Туреччини, Македонії, України, Німеччини, Південної (на Інавгурації Відкриття Чемпіонатів Світу 2002) Кореї, Мексики, Малайзії, Бразилії, Болгарії.